# Leptostomum
Leptostomum , porodica pravih mahovina, pripadala redu Bryales.

## Rasprostranjenost i vrste
Rod Leptostomum ima osam vrsta uglavnom ograničenih na južnu hemisferu. Samo jedna vrsta, jugoistočnoazijski L. densum Thwait. & Mitt. doseže sjeverno od ekvatora. Dvije druge vrste, L. intermedium Broth i L. perfectum Bartr. prisutni su u jugoistočnoj Aziji, uglavnom u Novoj Gvineji. U Australiji i Novom Zelandu rasprostranjene su tri vrste — L. erectum R. Brown, L. inclinans R.Brown i L. macrocarpum (Hedw.) Pyl. L. menziesii R.Brown i L. splachnoideum Hook. & Arnott su vrste ograničene na Južnu Ameriku.